# 箫韶九成凤凰来仪
〈箫韶九成凤凰来仪〉，古琴曲，其典故最早出自于《尚书·益稷》：「箫韶九成，凤凰来仪。击石拊石，百兽率舞」，意指高雅的艺术可以与神灵相通，為吉祥的预兆。

## 版本
收錄於《琴譜正傳》、《杏莊太音續譜》、《藏春塢琴譜》、《裛露軒琴譜》（作〈鳳凰來儀〉）和《琴學叢書》（作〈簫韶九成〉）。

## 解題
《裛露軒琴譜》：「昔人謂琴道之大者，莫過於〈鳳凰來儀〉與〈廣陵散〉者。考廣陵古譜四十六段，〈來儀〉僅九章耳，並稱爲大，必有所以。又云〈秋鴻〉乃臞仙仿此二曲而作，則〈來儀〉固未可小視也。」